# Тюринген (линеен кораб, 1909)
Тюринген (на немски: SMS Thuringen), е линеен кораб на Германския императорски военноморски флот от типа „Хелголанд“ . Служи по времето на Първата световна война. Thüringen влиза в състава на Флота на откритото море където и провежда по-голямата част от своята кариера, включая и самата световна война.
Заедно с трите еднотипни кораба на серията – „Хелголанд“, „Остфризланд“ и „Олденбург“ – „Тюринген“ участва във всички основни операции по време на войната в Северно море против британския Гранд Флийт. Линкора участва в Ютландското сражение – най-голямото морско сражение по време на войната, от 31 май – 1 юни 1916 г. „Тюринген“ е въвлечен в нощното сражение и участва в потопяването на броненосния крайцер „Блек Принс“. През август 1915 г. „Олденбург“ води бойни действия в Балтийско море против руския флот, участва в първото неуспешно нахлуване в Рижкия залив.
След немското поражение, през ноември 1918 г., по-голямата част от Флота на откритото море е интернирана в Скапа Флоу. Четирите кораба от типа „Хелголанд“ остават в Германия и за това не участват в потопяването на флота в Скапа Флоу. „Тюринген“ и неговите систършипове, в крайна сметка, са предадени на победителите като военни репарации; „Тюринген“ е предаден на Франция през април 1920 г., където той е използван в качеството на кораб-мишена от френския военноморски флот. Той е потопен и в периода 1923 – 1933 е разкомплектован на място, макар някои фрагменти на съда да остават на място и до ден днешен.